# 빌리 린의 롱 하프타임 워크
《빌리 린의 롱 하프타임 워크》(Billy Lynn's Long Halftime Walk)는 2016년 공개된 미국과 이라크의 전쟁 드라마 영화이다. 벤 파운틴의 동명 소설을 원작으로, 리안이 연출하고 진크리스토프 카스텔리가 각본을 썼다. 신인 배우 조 앨윈이 주인공 빌리 린을 연기하고, 이 외에 크리스틴 스튜어트, 개릿 헤들런드, 빈 디젤, 스티브 마틴, 크리스 터커가 출연한다. 2016년 10월 뉴욕 영화제에서 시사회가 열렸고 11월에 미국 극장에서 개봉하였다.

## 등장인물
- 빌리 린 (조 앨윈)
- 캐스린 린 (크리스틴 스튜어트)
- 앨버트 (크리스 터커)
- 데이비드 다임 중사 (개릿 헤들런드)
- 슈룸 (빈 디젤)
- 놈 오글즈비 (스티브 마틴)
- 홀리데이 중사 (이스마엘 크루스 코르도바)
- "망고" 몬토야 (아르투로 카스트로)
- 조시 (벤 플랫)
- 드니즈 린 (디어드리 러브조이)
- 웨인 포스터 (팀 블레이크 넬슨)
- 페이슨 존 (매켄지 리)
- 크랙 (보 냅)